# Pelodytes caucasicus
Espèce
Statut de conservation UICN

 NT  : Quasi menacé
Pelodytes caucasicus est une espèce d'amphibiens de la famille des Pelodytidae.

## Répartition
Cette espèce est endémique du Caucase. Elle se rencontre jusqu'à 2 300 m d'altitude, :
- dans le nord-est de la Turquie ;
- en Géorgie ;
- dans le sud de la Russie dans le kraï de Krasnodar ;
- dans le nord de l'Azerbaïdjan.

Sa présence est incertaine dans l'ouest de l'Arménie.

## Publication originale
- Boulenger, 1896 : « Descriptions of new batrachians in the British Museum ». Annals and Magazine of Natural History, sér. 6, vol. 17, p. 401-406 (texte intégral).